# Alfio Righetti
Alfio Righetti (Montescudo-Monte Colombo, 18 settembre 1952) è un ex pugile e pallamanista italiano.
È padre dell'ex cestista Alex Righetti, che fu medaglia d'argento con la nazionale italiana alle Olimpiadi di Atene 2004.

## Biografia

### Carriera

#### Dilettante
Nella sua breve carriera dilettantistica vince la medaglia d'argento ai campionati mondiali militari del 1973, a Seul e, lo stesso anno, è Campione italiano San Benedetto del Tronto, nei pesi massimi.

#### Professionista
Esordisce al professionismo l'anno successivo. Tra il 1974 e il 1976, vince tutti i 22 incontri disputati, di cui 14 prima del limite. Sconfigge tutti i più forti pugili italiani dell'epoca, come Benito Penna (Kot alla settima ripresa), Armando Zanini (Kot alla quinta) e gli ex campioni italiani Mario Baruzzi e Bepi Ros, entrambi ai punti in otto riprese.
Il 5 marzo 1977, sul ring casalingo di Rimini, incrocia i guantoni con il campione nazionale in carica, Dante Cané e lo sconfigge ai punti in 12 riprese, conquistando il titolo italiano dei pesi massimi. Difende vittoriosamente la cintura contro Mario Baruzzi, il 7 maggio 1977, sempre a Rimini, vincendo nuovamente ai punti .
Non trovando avversari tra i connazionali, comincia ad affrontare pugili stranieri quali gli statunitensi Roy Wallace e Dennis Johnson, entrambi battuti sul ring della capitale. Il successo ai punti sul britannico Ishaq Hussein, l'8 ottobre 1977, a Rimini, fa sì che Righetti venga designato a disputare la semifinale per il titolo mondiale contro Leon Spinks, medaglia d'oro olimpica nei mediomassimi l'anno prima a Montréal.
Il 18 novembre 1977, ancora imbattuto, combatte così per la prima volta all'estero, al Caesars Palace di Las Vegas. Alla settima ripresa, Righetti fa barcollare l'olimpionico e, come d'uso in Europa, si ferma per permettere all'arbitro di “contare” l'avversario. Se, invece, avesse affondato i colpi, probabilmente avrebbe mandato Spinks al tappeto. Sfortunatamente, il match si conclude ai punti e Spinks vince per decisione unanime, anche se per soli due punti. Tre mesi dopo, Spinks avrebbe conquistato il titolo mondiale, sconfiggendo inaspettatamente nientemeno che Muhammad Ali.
Nei due anni successivi, Righetti ottiene una serie di vittorie contro avversari stranieri, combattendo sempre in Italia, sinché viene designato a sfidare il connazionale Lorenzo Zanon per il titolo europeo dei pesi massimi da questi detenuto. L'incontro si svolge l'11 luglio 1979 sul ring di Rimini, con tutto il pubblico a favore del romagnolo. Zanon, tuttavia, riesce a respingere l'assalto al titolo del pugile di casa, pareggiando in 12 riprese.
Successivamente, sale sul ring una sola volta, il 25 gennaio 1980, a Bologna, contro lo statunitense Terry Mims, dal quale è sconfitto per KO alla prima ripresa. Dopo di ciò, Righetti, abbandona il pugilato.

### Dopo il ritiro
Dopo il ritiro dal pugilato milita un anno come portiere nella Pallamano Rimini.